# Kanton Fiumorbo-Castello
Fiumorbo-Castello is een kanton van het Franse departement Haute-Corse. Het kanton maakt deel uit van het Arrondissement Corte. In 2021 telde het 9.112 inwoners.

Het kanton werd gevormd ingevolge het decreet van 26 februari 2014 , met uitwerking op 22 maart 2015, met Prunelli-di-Fiumorbo als hoofdplaats.

## Gemeenten
Het kanton omvat volgende 14 gemeenten:
- Chisa
- Ghisoni
- Isolaccio-di-Fiumorbo
- Lugo-di-Nazza
- Noceta
- Pietroso
- Poggio-di-Nazza
- Prunelli-di-Fiumorbo
- Rospigliani
- San-Gavino-di-Fiumorbo
- Serra-di-Fiumorbo
- Solaro
- Ventiseri
- Vezzani